# El Palizar
El Palizar är en ort i Mexiko.   Den ligger i kommunen Agua Blanca de Iturbide och delstaten Hidalgo, i den sydöstra delen av landet, 130 km nordost om huvudstaden Mexico City. El Palizar ligger 2 218 meter över havet och antalet invånare är 252.
Terrängen runt El Palizar är kuperad åt sydväst, men åt nordost är den bergig. Runt El Palizar är det ganska glesbefolkat, med 47 invånare per kvadratkilometer. Närmaste större samhälle är San Bartolo Tutotepec, 19,7 km öster om El Palizar. I omgivningarna runt El Palizar växer i huvudsak blandskog.